# Supply-Klasse (1981)
Die Schiffe der Supply-Klasse sind Mehrzweckschiffe der Königlichen Dänischen Marine.

## Schiffsbeschreibung
Die Klasse besteht aus zwei 1981 auf der Ørskov Christensen Stålskibsværft in Frederikshavn gebauten Schiffe. Die Entwürfe stammten von Klaus Dwinger.
Die Schiffe wurden bis Ende 2005 vom dänischen Umweltministerium betrieben und mit Angehörigen der dänischen Marine besetzt. Seit dem 1. Januar 2006 werden die Schiffe von der dänischen Marine betrieben. An Bord der mit 16 Besatzungsmitgliedern besetzten Schiffe ist Platz für insgesamt 34 Personen.
Die Schiffe haben eine Reichweite von rund 3.500 Seemeilen. Sie können bis zu 25 Tage ununterbrochen auf See bleiben.
Die Decksaufbauten befinden sich im vorderen Bereich der Schiffe. Hinter den Decksaufbauten befindet sich ein offenes Arbeitsdeck. Die maximale Decksbelastung beträgt 378 Tonnen. Auf der Steuerbordseite befindet sich ein Kran. Dieser kann bis zu 20 Tonnen heben. Der Pfahlzug der Schiffe beträgt 25 Tonnen.
Die Gunnar Seidenfaden war 2001 an der Verbringung des RoRo-Schiffs Lisco Gloria in einen sicheren Hafen beteiligt.

## Schiffe der Klasse
| Supply-Klasse      | Supply-Klasse  | Supply-Klasse | Supply-Klasse                     |
| Schiffsname        | Schiffskennung | IMO           | Kiellegung Stapellauf Ablieferung |
| ------------------ | -------------- | ------------- | --------------------------------- |
| Gunnar Thorson     | A560           | 7924061       |                                   |
| Gunnar Seidenfaden | A561           | 7924073       |                                   |

## Namensgeber
Die Gunnar Seidenfaden ist nach dem dänischen Diplomaten und Botaniker Gunnar Seidenfaden (1908–2001) benannt. Seidenfaden war dänischer Botschafter in Thailand (1955–1959) und in der damaligen Sowjetunion (1959–1961). Er war Experte für die Orchideen (Orchidaceae) Südostasien und veröffentlichte eine Reihe von Werken zu dieser Gattung. Seine Sammlung mit mehr als 10.000 Pflanzen wurde nach seinem Tod der Kopenhagener Universität zusammen mit den Originalzeichnungen von Katja Anker gestiftet.